# Circoscrizione Sicilia (Senato della Repubblica)
La circoscrizione Sicilia è una circoscrizione elettorale italiana per l'elezione del Senato della Repubblica.

## Storia
La circoscrizione elettorale venne istituita, con altre 19, per le prime elezioni del Senato della Repubblica, tramite Legge del 6 febbraio 1948, n. 29 in ottemperanza alla Costituzione della Repubblica Italiana che prescrive, all'art. 57, che «il Senato della Repubblica è eletto a base regionale». Fu suddivisa in 22 collegi di lista, in base al D.P.R. del 6 febbraio 1948, n. 30.
In rispetto del suddetto articolo, la circoscrizione venne riconfermata in seguito in tutte le leggi elettorali inerenti al Senato della Repubblica.
La Legge 4 agosto 1993, n. 276 modificò il territorio suddividendolo in 20 collegi uninominali, in base al D.Lgs. del 20 dicembre 1993 n. 535. I suddetti collegi vennero aboliti dalla Legge del 21 dicembre 2005, n. 270.
L'attuale Legge 3 novembre 2017, n. 165, ha ricreato nel territorio della circoscrizione collegi uninominali e collegi plurinominali che devono essere determinati dal governo tramite decreto legislativo.

## Territorio
Il territorio della circoscrizione corrisponde, fin dalla sua istituzione, a quello della regione Sicilia.

## Seggi
Per l'attribuzione dei seggi spettanti a ogni regione, bisogna ottemperare anche in questo caso alla Costituzione della Repubblica Italiana la quale prescriveva, alla data di promulgazione del 1948, che «Nessuna Regione può avere un numero di senatori inferiore a sei. La Valle d’Aosta ha un solo senatore», modificata poi con la Legge costituzionale 9 febbraio 1963, n. 2 che recita «Nessuna Regione può avere un numero di senatori inferiori a sette; il Molise ne ha due, la Valle d’Aosta uno.»
Partendo da un minimo costituzionale di sei seggi per regione, divenuti poi sette, la ripartizione dei seggi spettanti alla circoscrizione viene effettuata in proporzione alla popolazione delle Regioni, quale risulta dall'ultimo censimento generale, sulla base dei quozienti interi e dei più alti resti.

## Dal 1948 al 1993
In base alla legge in vigore dal 1948, essenzialmente proporzionale, i partiti presentavano in ogni circoscrizione un candidato per ogni collegio. All'interno di ciascun collegio, veniva eletto senatore il candidato che avesse raggiunto il quorum del 65% delle preferenze. Qualora nessun candidato avesse conseguito l'elezione, i voti di tutti i candidati venivano raggruppati nelle liste di partito a livello regionale, dove i seggi venivano allocati utilizzando il metodo D'Hondt delle maggiori medie statistiche e quindi, all'interno di ciascuna lista, venivano dichiarati eletti senatori i candidati con le migliori percentuali di preferenza.

### Collegi elettorali
- Agrigento
- Sciacca
- Caltanissetta
- Piazza Armerina
- Acireale
- Catania I
- Catania II
- Caltagirone
- Enna
- Messina
- Barcellona Pozzo di Gotto
- Patti
- Partinico Monreale
- Palermo I
- Palermo II
- Corleone Bagheria
- Termini Imerese-Cefalù
- Ragusa
- Siracusa
- Noto
- Trapani
- Alcamo

### I Legislatura
Tra gli eletti, raggiunse il quorum del 65% dei voti nei collegi Agostino Pennisi di Floristella (collegio 5 - Acireale), indicato in grassetto nella tabella sottostante.
| Partito                            | Partito                            | Risultati 18 aprile 1948 | Risultati 18 aprile 1948 | Risultati 18 aprile 1948 | Seggi | Seggi |
| Partito                            | Partito                            | Voti                     | %                        | ±                        | Num   | ±     |
| ---------------------------------- | ---------------------------------- | ------------------------ | ------------------------ | ------------------------ | ----- | ----- |
|                                    | Democrazia Cristiana               | 895 540                  | 46,69                    | n.d.                     | 12    | n.d.  |
|                                    | Fronte Democratico Popolare        | 390 843                  | 20,38                    | n.d.                     | 5     | n.d.  |
|                                    | Partito Nazionale Monarchico       | 184 951                  | 9,64                     | n.d.                     | 2     | n.d.  |
|                                    | Blocco Nazionale                   | 124 215                  | 6,48                     | n.d.                     | 1     | n.d.  |
|                                    | Unità Socialista                   | 110 209                  | 5,75                     | n.d.                     | 1     | n.d.  |
|                                    | Partito Repubblicano Italiano      | 76 171                   | 3,97                     | n.d.                     | 1     | n.d.  |
|                                    | Movimento Sociale Italiano         | 58 319                   | 3,04                     | n.d.                     | –     | n.d.  |
|                                    | Unione Movimenti Federalisti       | 42 880                   | 2,24                     | n.d.                     | –     | n.d.  |
|                                    | Indipendenti                       | 35 003                   | 1,82                     | n.d.                     | –     | n.d.  |
|                                    |                                    |                          |                          |                          |       |       |
| Iscritti                           | Iscritti                           | 2 282 895                | 100,00                   |                          |       |       |
| ↳ Votanti (% su iscritti)          | ↳ Votanti (% su iscritti)          | 2 016 260                | 88,32                    | n.d.                     |       |       |
| ↳ Voti validi (% su votanti)       | ↳ Voti validi (% su votanti)       | 1 918 131                | 95,13                    |                          |       |       |
| ↳ Schede non valide (% su votanti) | ↳ Schede non valide (% su votanti) | 98 129                   | 4,87                     |                          |       |       |
| ↳ Astenuti (% su iscritti)         | ↳ Astenuti (% su iscritti)         | 266 635                  | 11,68                    |                          |       |       |
|                                    |                                    |                          |                          |                          |       |       |
| Fonte: Ministero dell'Interno      |                                    |                          |                          |                          |       |       |

| Eletti | Eletti                          |  | Eletti                  | Eletti |
| ------ | ------------------------------- |  | ----------------------- | ------ |
|        | Carmelo Caristia                |  | Vinicio Ziino           |        |
|        | Giuseppe Damaggio               |  | Giuseppe Casadei        |        |
|        | Angelo Di Rocco                 |  | Salvatore Molè          |        |
|        | Camillo Giardina                |  | Giuseppina Palumbo      |        |
|        | Salvatore Italia                |  | Cesare Sessa            |        |
|        | Federico Lazzaro                |  | Rocco Salvatore Tignino |        |
|        | Domenico Magrì                  |  | Fabrizio Lanza          |        |
|        | Agostino Pennisi di Floristella |  | Stefano Lanza Filingeri |        |
|        | Antonio Romano                  |  | Francesco Termini       |        |
|        | Salvatore Sanmartino            |  | Arturo Armato           |        |
|        | Giuseppe Traina                 |  | Giovan Battista Raja    |        |

### II Legislatura
| Partito                            | Partito                                 | Risultati 7 giugno 1953 | Risultati 7 giugno 1953 | Risultati 7 giugno 1953 | Seggi | Seggi |
| Partito                            | Partito                                 | Voti                    | %                       | ±                       | Num   | ±     |
| ---------------------------------- | --------------------------------------- | ----------------------- | ----------------------- | ----------------------- | ----- | ----- |
|                                    | Democrazia Cristiana                    | 710 022                 | 34,76                   | 11,93                   | 8     | 4     |
|                                    | Partito Comunista Italiano              | 325 012                 | 15,91                   | n.d.                    | 4     | n.d.  |
|                                    | Partito Nazionale Monarchico            | 271 749                 | 13,30                   | 3,66                    | 3     | 1     |
|                                    | Movimento Sociale Italiano              | 249 815                 | 12,23                   | 9,19                    | 3     | 3     |
|                                    | Partito Socialista Italiano             | 123 493                 | 6,05                    | n.d.                    | –     | n.d.  |
|                                    | Partito Liberale Italiano               | 107 959                 | 5,29                    | n.d.                    | 1     | n.d.  |
|                                    | Testa di Garibaldi (PCI-PSI)            | 85 043                  | 4,16                    | n.d.                    | 2     | n.d.  |
|                                    | Partito Socialista Democratico Italiano | 51 299                  | 2,51                    | n.d.                    | –     | n.d.  |
|                                    | Partito Repubblicano Italiano           | 46 263                  | 2,26                    | 1,71                    | –     | 1     |
|                                    | Chiave (PCI-PSI)                        | 28 426                  | 1,39                    | n.d.                    | 1     | n.d.  |
|                                    | Sicilia con Faro (PCI-PSI)              | 21 584                  | 1,06                    | n.d.                    | –     | n.d.  |
|                                    | Alleanza Democratica Nazionale          | 16 817                  | 0,82                    | n.d.                    | –     | n.d.  |
|                                    | Unione Socialista Indipendente          | 5 171                   | 0,25                    | n.d.                    | –     | n.d.  |
|                                    |                                         |                         |                         |                         |       |       |
| Iscritti                           | Iscritti                                | 2 372 537               | 100,00                  |                         |       |       |
| ↳ Votanti (% su iscritti)          | ↳ Votanti (% su iscritti)               | 2 140 999               | 90,24                   | 1,92                    |       |       |
| ↳ Voti validi (% su votanti)       | ↳ Voti validi (% su votanti)            | 2 042 653               | 95,41                   |                         |       |       |
| ↳ Schede non valide (% su votanti) | ↳ Schede non valide (% su votanti)      | 98 346                  | 4,59                    |                         |       |       |
| ↳ Astenuti (% su iscritti)         | ↳ Astenuti (% su iscritti)              | 231 538                 | 9,76                    |                         |       |       |
|                                    |                                         |                         |                         |                         |       |       |
| Fonte: Ministero dell'Interno      |                                         |                         |                         |                         |       |       |

| Eletti | Eletti               |  | Eletti                               | Eletti |
| ------ | -------------------- |  | ------------------------------------ | ------ |
|        | Carmelo Caristia     |  | Alessandro Spagna                    |        |
|        | Angelo Di Rocco      |  | Domenico Arcudi                      |        |
|        | Camillo Giardina     |  | Orazio Condorelli                    |        |
|        | Domenico Magrì       |  | Leopoldo Zagami                      |        |
|        | Giuseppe Molinari    |  | Pasquale Prestisimone                |        |
|        | Antonio Romano       |  | Luigi Ragno                          |        |
|        | Salvatore Sanmartino |  | Ferdinando Trigona Della Floresta    |        |
|        | Santi Savarino       |  | Pietro Grammatico                    |        |
|        | Filippo Asaro        |  | Virgilio Nasi                        |        |
|        | Umberto Fiore        |  | Raffaele Saggio                      |        |
|        | Salvatore Russo      |  | Carlo Stagno Villadicani d'Alcontres |        |

### III Legislatura
| Partito                            | Partito                                 | Risultati 25 maggio 1958 | Risultati 25 maggio 1958 | Risultati 25 maggio 1958 | Seggi | Seggi   |
| Partito                            | Partito                                 | Voti                     | %                        | ±                        | Num   | ±       |
| ---------------------------------- | --------------------------------------- | ------------------------ | ------------------------ | ------------------------ | ----- | ------- |
|                                    | Democrazia Cristiana                    | 859 589                  | 38,56                    | 3,80                     | 10    | 2       |
|                                    | Partito Comunista Italiano              | 465 478                  | 20,88                    | 4,97                     | 5     | 1       |
|                                    | Partito Socialista Italiano             | 233 685                  | 10,48                    | 4,43                     | 2     | 2       |
|                                    | Movimento Sociale Italiano              | 215 988                  | 9,69                     | 2,54                     | 2     | 1       |
|                                    | Partito Liberale Italiano               | 149 997                  | 6,73                     | 1,44                     | 1     | Stabile |
|                                    | Partito Nazionale Monarchico            | 103 049                  | 4,62                     | 8,68                     | 1     | 2       |
|                                    | Partito Monarchico Popolare             | 89 046                   | 3,99                     | n.d.                     | 1     | n.d.    |
|                                    | Partito Socialista Democratico Italiano | 70 699                   | 3,17                     | 0,66                     | –     | Stabile |
|                                    | PRI - Partito Radicale                  | 28 916                   | 1,30                     | 0,96                     | –     | Stabile |
|                                    | Chiave (PSI)                            | 12 686                   | 0,57                     | 0,82                     | –     | 1       |
|                                    |                                         |                          |                          |                          |       |         |
| Iscritti                           | Iscritti                                | 2 575 119                | 100,00                   |                          |       |         |
| ↳ Votanti (% su iscritti)          | ↳ Votanti (% su iscritti)               | 2 332 477                | 90,58                    | 0,34                     |       |         |
| ↳ Voti validi (% su votanti)       | ↳ Voti validi (% su votanti)            | 2 229 133                | 95,57                    |                          |       |         |
| ↳ Schede non valide (% su votanti) | ↳ Schede non valide (% su votanti)      | 103 344                  | 4,43                     |                          |       |         |
| ↳ Astenuti (% su iscritti)         | ↳ Astenuti (% su iscritti)              | 242 642                  | 9,42                     |                          |       |         |
|                                    |                                         |                          |                          |                          |       |         |
| Fonte: Ministero dell'Interno      |                                         |                          |                          |                          |       |         |

| Eletti | Eletti                          |  | Eletti              | Eletti |
| ------ | ------------------------------- |  | ------------------- | ------ |
|        | Carmelo Caristia                |  | Antonio Caruso      |        |
|        | Alfio Di Grazia                 |  | Umberto Fiore       |        |
|        | Angelo Di Rocco                 |  | Giuseppe Granata    |        |
|        | Arcangelo Florena               |  | Ottavio Pastore     |        |
|        | Camillo Giardina                |  | Simone Gatto        |        |
|        | Girolamo Messeri                |  | Giuseppina Palumbo  |        |
|        | Giuseppe Molinari               |  | Dionisio Moltisanti |        |
|        | Antonio Pecoraro                |  | Luigi Ragno         |        |
|        | Agostino Pennisi di Floristella |  | Edoardo Battaglia   |        |
|        | Antonio Romano                  |  | Domenico Arcudi     |        |
|        | Giuseppe Berti                  |  | Filippo Pennavaria  |        |

### IV Legislatura
| Partito                            | Partito                                          | Risultati 28 aprile 1963 | Risultati 28 aprile 1963 | Risultati 28 aprile 1963 | Seggi | Seggi   |
| Partito                            | Partito                                          | Voti                     | %                        | ±                        | Num   | ±       |
| ---------------------------------- | ------------------------------------------------ | ------------------------ | ------------------------ | ------------------------ | ----- | ------- |
|                                    | Democrazia Cristiana                             | 758 189                  | 34,62                    | 3,94                     | 11    | 1       |
|                                    | Partito Comunista Italiano                       | 459 583                  | 20,99                    | 0,11                     | 6     | 1       |
|                                    | Partito Socialista Italiano                      | 248 843                  | 11,36                    | 0,88                     | 3     | 1       |
|                                    | Movimento Sociale Italiano                       | 222 352                  | 10,15                    | 0,46                     | 3     | 1       |
|                                    | Partito Liberale Italiano                        | 209 292                  | 9,56                     | 2,83                     | 3     | 2       |
|                                    | Partito Socialista Democratico Italiano          | 109 271                  | 4,99                     | 1,82                     | 1     | 1       |
|                                    | Partito Democratico Italiano di Unità Monarchica | 78 568                   | 3,59                     | 5,02                     | 1     | 1       |
|                                    | Partito Autonomista Cristiano Sociale (PCI)      | 43 355                   | 1,98                     | n.d.                     | 1     | n.d.    |
|                                    | Partito Repubblicano Italiano                    | 26 500                   | 1,21                     | 0,09                     | –     | Stabile |
|                                    | Concentrazione di Unità Rurale (USCS)            | 20 802                   | 0,95                     | n.d.                     | –     | n.d.    |
|                                    | Unione Siciliana Cristiano Sociale               | 13 187                   | 0,60                     | n.d.                     | –     | n.d.    |
|                                    |                                                  |                          |                          |                          |       |         |
| Iscritti                           | Iscritti                                         | 2 662 324                | 100,00                   |                          |       |         |
| ↳ Votanti (% su iscritti)          | ↳ Votanti (% su iscritti)                        | 2 317 443                | 87,05                    | 3,53                     |       |         |
| ↳ Voti validi (% su votanti)       | ↳ Voti validi (% su votanti)                     | 2 189 942                | 94,50                    |                          |       |         |
| ↳ Schede non valide (% su votanti) | ↳ Schede non valide (% su votanti)               | 127 501                  | 5,50                     |                          |       |         |
| ↳ Astenuti (% su iscritti)         | ↳ Astenuti (% su iscritti)                       | 344 881                  | 12,95                    |                          |       |         |
|                                    |                                                  |                          |                          |                          |       |         |
| Fonte: Ministero dell'Interno      |                                                  |                          |                          |                          |       |         |

| Eletti | Eletti                          |  | Eletti                       | Eletti |
| ------ | ------------------------------- |  | ---------------------------- | ------ |
|        | Giuseppe Alessi                 |  | Giuseppe Granata             |        |
|        | Gioacchino Attaguile            |  | Filippo Traina               |        |
|        | Heros Cuzari                    |  | Nicolò Asaro                 |        |
|        | Alfio Di Grazia                 |  | Simone Gatto                 |        |
|        | Angelo Di Rocco                 |  | Mario Martinez               |        |
|        | Arcangelo Florena               |  | Luigi Grimaldi               |        |
|        | Camillo Giardina                |  | Dionisio Moltisanti          |        |
|        | Barbaro Lo Giudice              |  | Luigi Picardo                |        |
|        | Girolamo Messeri                |  | Edoardo Battaglia            |        |
|        | Antonio Pecoraro                |  | Francesco Cataldo            |        |
|        | Agostino Pennisi di Floristella |  | Vincenzo Michele Trimarchi   |        |
|        | Olindo Carubia                  |  | Leopoldo Zagami              |        |
|        | Antonio Caruso                  |  | Salvatore Ponte              |        |
|        | Nicolò Rosario Cipolla          |  | Sergio Marullo di Condojanni |        |
|        | Umberto Fiore                   |  |                              |        |

### V Legislatura
| Partito                            | Partito                                          | Risultati 19 maggio 1968 | Risultati 19 maggio 1968 | Risultati 19 maggio 1968 | Seggi | Seggi   |
| Partito                            | Partito                                          | Voti                     | %                        | ±                        | Num   | ±       |
| ---------------------------------- | ------------------------------------------------ | ------------------------ | ------------------------ | ------------------------ | ----- | ------- |
|                                    | Democrazia Cristiana                             | 758 845                  | 35,46                    | 0,84                     | 11    | Stabile |
|                                    | PCI-PSIUP                                        | 572 034                  | 26,73                    | 3,76                     | 9     | 2       |
|                                    | PSI-PSDI Unificati                               | 238 760                  | 11,16                    | 5,19                     | 3     | 1       |
|                                    | Movimento Sociale Italiano                       | 223 968                  | 10,47                    | 0,32                     | 3     | Stabile |
|                                    | Partito Liberale Italiano                        | 177 855                  | 8,31                     | 1,25                     | 2     | 1       |
|                                    | Partito Repubblicano Italiano                    | 107 811                  | 5,04                     | 3,83                     | 1     | 1       |
|                                    | Partito Democratico Italiano di Unità Monarchica | 60 666                   | 2,83                     | 0,76                     | –     | 1       |
|                                    |                                                  |                          |                          |                          |       |         |
| Iscritti                           | Iscritti                                         | 2 731 882                | 100,00                   |                          |       |         |
| ↳ Votanti (% su iscritti)          | ↳ Votanti (% su iscritti)                        | 2 322 932                | 85,03                    | 2,02                     |       |         |
| ↳ Voti validi (% su votanti)       | ↳ Voti validi (% su votanti)                     | 2 139 939                | 92,12                    |                          |       |         |
| ↳ Schede non valide (% su votanti) | ↳ Schede non valide (% su votanti)               | 182 993                  | 7,88                     |                          |       |         |
| ↳ Astenuti (% su iscritti)         | ↳ Astenuti (% su iscritti)                       | 408 950                  | 14,97                    |                          |       |         |
|                                    |                                                  |                          |                          |                          |       |         |
| Fonte: Ministero dell'Interno      |                                                  |                          |                          |                          |       |         |

| Eletti | Eletti                 |  | Eletti                       | Eletti |
| ------ | ---------------------- |  | ---------------------------- | ------ |
|        | Mario Scelba           |  | Sergio Marullo di Condojanni |        |
|        | Barbaro Lo Giudice     |  | Simone Gatto                 |        |
|        | Gioacchino Attaguile   |  | Vito Raia                    |        |
|        | Oscar Andò             |  | Paolo Bufalini               |        |
|        | Heros Cuzari           |  | Ludovico Corrao              |        |
|        | Arcangelo Florena      |  | Domenico Segreto             |        |
|        | Domenico Arcudi        |  | Luigi Arnone                 |        |
|        | Giuseppe Cerami        |  | Domenico Albanese            |        |
|        | Antonio Pecoraro       |  | Luigi Picardo                |        |
|        | Giuseppe La Rosa       |  | Cristoforo Filetti           |        |
|        | Graziano Verzotto      |  | Luigi Grimaldi               |        |
|        | Francesco Renda        |  | Francesco Arena              |        |
|        | Nicolò Rosario Cipolla |  | Stefano Germanò              |        |
|        | Girolamo Li Causi      |  | Michele Cifarelli            |        |
|        | Pietro Maccarrone      |  |                              |        |

### VI Legislatura
| Partito                            | Partito                                 | Risultati 7 maggio 1972 | Risultati 7 maggio 1972 | Risultati 7 maggio 1972 | Seggi | Seggi   |
| Partito                            | Partito                                 | Voti                    | %                       | ±                       | Num   | ±       |
| ---------------------------------- | --------------------------------------- | ----------------------- | ----------------------- | ----------------------- | ----- | ------- |
|                                    | Democrazia Cristiana                    | 809 818                 | 35,95                   | 0,49                    | 11    | Stabile |
|                                    | PCI-PSIUP                               | 502 633                 | 22,32                   | 4,41                    | 7     | 2       |
|                                    | Movimento Sociale Italiano              | 378 461                 | 16,80                   | 5,64                    | 5     | 2       |
|                                    | Partito Socialista Italiano             | 257 155                 | 11,42                   | n.d.                    | 3     | n.d.    |
|                                    | Partito Liberale Italiano               | 108 327                 | 4,81                    | 3,50                    | 1     | 1       |
|                                    | Partito Repubblicano Italiano           | 103 007                 | 4,57                    | 0,47                    | 1     | Stabile |
|                                    | Partito Socialista Democratico Italiano | 92 959                  | 4,13                    | n.d.                    | 1     | n.d.    |
|                                    |                                         |                         |                         |                         |       |         |
| Iscritti                           | Iscritti                                | 2 802 787               | 100,00                  |                         |       |         |
| ↳ Votanti (% su iscritti)          | ↳ Votanti (% su iscritti)               | 2 392 267               | 85,35                   | 0,32                    |       |         |
| ↳ Voti validi (% su votanti)       | ↳ Voti validi (% su votanti)            | 2 252 360               | 94,15                   |                         |       |         |
| ↳ Schede non valide (% su votanti) | ↳ Schede non valide (% su votanti)      | 139 907                 | 5,85                    |                         |       |         |
| ↳ Astenuti (% su iscritti)         | ↳ Astenuti (% su iscritti)              | 410 520                 | 14,65                   |                         |       |         |
|                                    |                                         |                         |                         |                         |       |         |
| Fonte: Ministero dell'Interno      |                                         |                         |                         |                         |       |         |

| Eletti | Eletti                 |  | Eletti              | Eletti |
| ------ | ---------------------- |  | ------------------- | ------ |
|        | Arcangelo Russo        |  | Antonino Piscitello |        |
|        | Giovanni Cassarino     |  | Giuseppe Pellegrino |        |
|        | Mario Scelba           |  | Ludovico Corrao     |        |
|        | Gioacchino Attaguile   |  | Cristoforo Filetti  |        |
|        | Carmelo Santalco       |  | Biagio Pecorino     |        |
|        | Luigi Genovese         |  | Antonino La Russa   |        |
|        | Domenico Arcudi        |  | Uberto Bonino       |        |
|        | Giuseppe Cerami        |  | Benedetto Majorana  |        |
|        | Antonio Pecoraro       |  | Domenico Segreto    |        |
|        | Vincenzo Carollo       |  | Luigi Arnone        |        |
|        | Giuseppe La Rosa       |  | Eugenio Marotta     |        |
|        | Salvatore Di Benedetto |  | Francesco Arena     |        |
|        | Vincenzo Gatto         |  | Luigi Mazzei        |        |
|        | Napoleone Colajanni    |  | Domenico Peritore   |        |
|        | Nicolò Cipolla         |  |                     |        |

### VII Legislatura
| Partito                            | Partito                                       | Risultati 20 giugno 1976 | Risultati 20 giugno 1976 | Risultati 20 giugno 1976 | Seggi | Seggi   |
| Partito                            | Partito                                       | Voti                     | %                        | ±                        | Num   | ±       |
| ---------------------------------- | --------------------------------------------- | ------------------------ | ------------------------ | ------------------------ | ----- | ------- |
|                                    | Democrazia Cristiana                          | 939 926                  | 39,89                    | 3,94                     | 11    | Stabile |
|                                    | Partito Comunista Italiano                    | 643 815                  | 27,32                    | 5,00                     | 8     | 1       |
|                                    | Movimento Sociale Italiano - Destra Nazionale | 289 826                  | 12,30                    | 4,50                     | 3     | 2       |
|                                    | Partito Socialista Italiano                   | 229 653                  | 9,75                     | 1,67                     | 2     | 1       |
|                                    | Partito Repubblicano Italiano                 | 92 882                   | 3,94                     | 0,63                     | 1     | Stabile |
|                                    | Partito Socialista Democratico Italiano       | 88 265                   | 3,75                     | 0,38                     | 1     | Stabile |
|                                    | Partito Liberale Italiano                     | 53 496                   | 2,27                     | 2,54                     | –     | 1       |
|                                    | Partito Radicale                              | 17 509                   | 0,74                     | n.d.                     | –     | n.d.    |
|                                    | Nuovo Partito Popolare                        | 539                      | 0,02                     | n.d.                     | –     | n.d.    |
|                                    | Gruppo AVE                                    | 521                      | 0,02                     | n.d.                     | –     | n.d.    |
|                                    |                                               |                          |                          |                          |       |         |
| Iscritti                           | Iscritti                                      | 2 882 710                | 100,00                   |                          |       |         |
| ↳ Votanti (% su iscritti)          | ↳ Votanti (% su iscritti)                     | 2 482 110                | 86,10                    | 0,75                     |       |         |
| ↳ Voti validi (% su votanti)       | ↳ Voti validi (% su votanti)                  | 2 356 432                | 94,94                    |                          |       |         |
| ↳ Schede non valide (% su votanti) | ↳ Schede non valide (% su votanti)            | 125 678                  | 5,06                     |                          |       |         |
| ↳ Astenuti (% su iscritti)         | ↳ Astenuti (% su iscritti)                    | 400 600                  | 13,90                    |                          |       |         |
|                                    |                                               |                          |                          |                          |       |         |
| Fonte: Ministero dell'Interno      |                                               |                          |                          |                          |       |         |

| Eletti | Eletti                  |  | Eletti              | Eletti |
| ------ | ----------------------- |  | ------------------- | ------ |
|        | Giovanni Silvestro Coco |  | Simona Mafai        |        |
|        | Mario Scelba            |  | Pietro Maccarone    |        |
|        | Antonino Rizzo          |  | Salvatore Rindone   |        |
|        | Oscar Andò              |  | Vito Giacalone      |        |
|        | Carmelo Santalco        |  | Emanuele Macaluso   |        |
|        | Luigi Genovese          |  | Giovanni Giudice    |        |
|        | Giuseppe Avellone       |  | Biagio Pecorino     |        |
|        | Paolo Bevilacqua        |  | Antonino La Russa   |        |
|        | Giuseppe Cerami         |  | Uberto Bonino       |        |
|        | Antonio Pecoraro        |  | Domenico Segreto    |        |
|        | Vincenzo Carollo        |  | Francesco Di Nicola |        |
|        | Domenico Peritore       |  | Giuseppe Ciresi     |        |
|        | Renato Guttuso          |  | Antonino Occhipinti |        |

### VIII Legislatura
| Partito                            | Partito                                       | Risultati 3 giugno 1979 | Risultati 3 giugno 1979 | Risultati 3 giugno 1979 | Seggi | Seggi   |
| Partito                            | Partito                                       | Voti                    | %                       | ±                       | Num   | ±       |
| ---------------------------------- | --------------------------------------------- | ----------------------- | ----------------------- | ----------------------- | ----- | ------- |
|                                    | Democrazia Cristiana                          | 934 772                 | 40,28                   | 0,39                    | 12    | 1       |
|                                    | Partito Comunista Italiano                    | 519 190                 | 22,37                   | 4,95                    | 6     | 2       |
|                                    | Partito Socialista Italiano                   | 260 693                 | 11,23                   | 1,48                    | 3     | 1       |
|                                    | Movimento Sociale Italiano - Destra Nazionale | 225 356                 | 9,71                    | 2,59                    | 3     | Stabile |
|                                    | Partito Socialista Democratico Italiano       | 127 759                 | 5,51                    | 1,76                    | 1     | Stabile |
|                                    | Partito Repubblicano Italiano                 | 116 287                 | 5,01                    | 1,07                    | 1     | Stabile |
|                                    | Partito Radicale - Nuova Sinistra Unita       | 54 327                  | 2,34                    | 1,60                    | –     | Stabile |
|                                    | Partito Liberale Italiano                     | 49 415                  | 2,13                    | 2,02                    | –     | Stabile |
|                                    | Democrazia Nazionale - Costituente di Destra  | 31 429                  | 1,35                    | n.d.                    | –     | n.d.    |
|                                    | Partito Benessere Civile                      | 1 072                   | 0,05                    | n.d.                    | –     | n.d.    |
|                                    | Movimento AVE                                 | 455                     | 0,02                    | n.d.                    | –     | n.d.    |
|                                    |                                               |                         |                         |                         |       |         |
| Iscritti                           | Iscritti                                      | 3 073 581               | 100,00                  |                         |       |         |
| ↳ Votanti (% su iscritti)          | ↳ Votanti (% su iscritti)                     | 2 493 680               | 81,13                   | 4,97                    |       |         |
| ↳ Voti validi (% su votanti)       | ↳ Voti validi (% su votanti)                  | 2 320 755               | 93,07                   |                         |       |         |
| ↳ Schede non valide (% su votanti) | ↳ Schede non valide (% su votanti)            | 172 925                 | 6,93                    |                         |       |         |
| ↳ Astenuti (% su iscritti)         | ↳ Astenuti (% su iscritti)                    | 579 901                 | 18,87                   |                         |       |         |
|                                    |                                               |                         |                         |                         |       |         |
| Fonte: Ministero dell'Interno      |                                               |                         |                         |                         |       |         |

| Eletti | Eletti                  |  | Eletti              | Eletti |
| ------ | ----------------------- |  | ------------------- | ------ |
|        | Giovanni Silvestro Coco |  | Giuseppe Montalbano |        |
|        | Saverio Damagio         |  | Giuseppe Vitale     |        |
|        | Niccolò Grassi Bertazzi |  | Epifanio La Porta   |        |
|        | Mario Scelba            |  | Emanuele Macaluso   |        |
|        | Antonino Calarco        |  | Salvatore Corallo   |        |
|        | Carmelo Santalco        |  | Domenico Segreto    |        |
|        | Luigi Genovese          |  | Francesco Recupero  |        |
|        | Giuseppe Avellone       |  | Francesco Di Nicola |        |
|        | Paolo Bevilacqua        |  | Cristoforo Filetti  |        |
|        | Giuseppe Cerami         |  | Biagio Pecorino     |        |
|        | Antonino Riggio         |  | Antonino La Russa   |        |
|        | Vincenzo Carollo        |  | Francesco Parrino   |        |
|        | Raniero La Valle        |  | Ignazio Mineo       |        |

### IX Legislatura
| Partito                            | Partito                                       | Risultati 26 giugno 1983 | Risultati 26 giugno 1983 | Risultati 26 giugno 1983 | Seggi | Seggi   |
| Partito                            | Partito                                       | Voti                     | %                        | ±                        | Num   | ±       |
| ---------------------------------- | --------------------------------------------- | ------------------------ | ------------------------ | ------------------------ | ----- | ------- |
|                                    | Democrazia Cristiana                          | 772 903                  | 33,05                    | 7,23                     | 10    | 2       |
|                                    | Partito Comunista Italiano                    | 531 611                  | 22,73                    | 0,36                     | 6     | Stabile |
|                                    | Partito Socialista Italiano                   | 313 699                  | 13,41                    | 2,18                     | 4     | 1       |
|                                    | Movimento Sociale Italiano - Destra Nazionale | 281 621                  | 12,04                    | 2,33                     | 3     | Stabile |
|                                    | Partito Repubblicano Italiano                 | 128 791                  | 5,51                     | 0,50                     | 1     | Stabile |
|                                    | Partito Socialista Democratico Italiano       | 127 403                  | 5,45                     | 0,06                     | 1     | Stabile |
|                                    | Partito Liberale Italiano                     | 85 251                   | 3,65                     | 1,52                     | 1     | 1       |
|                                    | Partito Nazionale Pensionati                  | 34 747                   | 1,49                     | n.d.                     | –     | n.d.    |
|                                    | Partito Radicale                              | 27 482                   | 1,18                     | n.d.                     | –     | n.d.    |
|                                    | Democrazia Proletaria                         | 20 020                   | 0,86                     | n.d.                     | –     | n.d.    |
|                                    | Fronte Nazionale Siciliano                    | 8 243                    | 0,35                     | n.d.                     | –     | n.d.    |
|                                    | Lista per Trieste                             | 6 685                    | 0,29                     | n.d.                     | –     | n.d.    |
|                                    |                                               |                          |                          |                          |       |         |
| Iscritti                           | Iscritti                                      | 3 221 037                | 100,00                   |                          |       |         |
| ↳ Votanti (% su iscritti)          | ↳ Votanti (% su iscritti)                     | 2 591 041                | 80,44                    | 0,69                     |       |         |
| ↳ Voti validi (% su votanti)       | ↳ Voti validi (% su votanti)                  | 2 338 456                | 90,25                    |                          |       |         |
| ↳ Schede non valide (% su votanti) | ↳ Schede non valide (% su votanti)            | 252 585                  | 9,75                     |                          |       |         |
| ↳ Astenuti (% su iscritti)         | ↳ Astenuti (% su iscritti)                    | 629 996                  | 19,56                    |                          |       |         |
|                                    |                                               |                          |                          |                          |       |         |
| Fonte: Ministero dell'Interno      |                                               |                          |                          |                          |       |         |

| Eletti | Eletti                  |  | Eletti              | Eletti |
| ------ | ----------------------- |  | ------------------- | ------ |
|        | Michele Curella         |  | Giuseppe Vitale     |        |
|        | Giovanni Silvestro Coco |  | Emanuele Macaluso   |        |
|        | Saverio Damagio         |  | Vito Bellafiore     |        |
|        | Niccolò Grassi Bertazzi |  | Domenico Segreto    |        |
|        | Carmelo Santalco        |  | Francesco Cimino    |        |
|        | Luigi Genovese          |  | Francesco Greco     |        |
|        | Giuseppe Avellone       |  | Francesco Di Nicola |        |
|        | Giuseppe Cerami         |  | Antonino La Russa   |        |
|        | Vincenzo Carollo        |  | Cristoforo Filetti  |        |
|        | Antonino Riggio         |  | Marisa Moltisanti   |        |
|        | Raniero La Valle        |  | Vincenzo Mondo      |        |
|        | Giuseppe Montalbano     |  | Francesco Parrino   |        |
|        | Salvatore Crocetta      |  | Vincenzo Palumbo    |        |

### X Legislatura
| Partito                            | Partito                                       | Risultati 14 giugno 1987 | Risultati 14 giugno 1987 | Risultati 14 giugno 1987 | Seggi | Seggi   |
| Partito                            | Partito                                       | Voti                     | %                        | ±                        | Num   | ±       |
| ---------------------------------- | --------------------------------------------- | ------------------------ | ------------------------ | ------------------------ | ----- | ------- |
|                                    | Democrazia Cristiana                          | 822 700                  | 34,13                    | 1,08                     | 10    | Stabile |
|                                    | Partito Comunista Italiano                    | 519 903                  | 21,57                    | 1,16                     | 6     | Stabile |
|                                    | Partito Socialista Italiano                   | 370 006                  | 15,35                    | 1,94                     | 4     | Stabile |
|                                    | Movimento Sociale Italiano - Destra Nazionale | 246 672                  | 10,23                    | 1,81                     | 3     | Stabile |
|                                    | Partito Repubblicano Italiano                 | 141 903                  | 5,89                     | 0,38                     | 1     | Stabile |
|                                    | Partito Socialista Democratico Italiano       | 103 812                  | 4,31                     | 1,14                     | 1     | Stabile |
|                                    | Partito Liberale Italiano                     | 90 541                   | 3,76                     | 0,11                     | 1     | Stabile |
|                                    | Partito Radicale                              | 64 315                   | 2,67                     | 1,49                     | –     | Stabile |
|                                    | Democrazia Proletaria                         | 28 412                   | 1,18                     | 0,32                     | –     | Stabile |
|                                    | Liga Veneta - Pensionati Uniti                | 13 289                   | 0,55                     | n.d.                     | –     | n.d.    |
|                                    | Rinascita Siciliana                           | 5 258                    | 0,22                     | n.d.                     | –     | n.d.    |
|                                    | Alleanza Popolare Pensionati                  | 3 767                    | 0,16                     | n.d.                     | –     | n.d.    |
|                                    |                                               |                          |                          |                          |       |         |
| Iscritti                           | Iscritti                                      | 3 381 803                | 100,00                   |                          |       |         |
| ↳ Votanti (% su iscritti)          | ↳ Votanti (% su iscritti)                     | 2 650 479                | 78,37                    | 2,07                     |       |         |
| ↳ Voti validi (% su votanti)       | ↳ Voti validi (% su votanti)                  | 2 410 578                | 90,95                    |                          |       |         |
| ↳ Schede non valide (% su votanti) | ↳ Schede non valide (% su votanti)            | 239 901                  | 9,05                     |                          |       |         |
| ↳ Astenuti (% su iscritti)         | ↳ Astenuti (% su iscritti)                    | 731 324                  | 21,63                    |                          |       |         |
|                                    |                                               |                          |                          |                          |       |         |
| Fonte: Ministero dell'Interno      |                                               |                          |                          |                          |       |         |

| Eletti | Eletti                  |  | Eletti                | Eletti |
| ------ | ----------------------- |  | --------------------- | ------ |
|        | Giovanni Silvestro Coco |  | Giuseppe Vitale       |        |
|        | Niccolò Grassi Bertazzi |  | Concetto Scivoletto   |        |
|        | Francesco Parisi        |  | Francesco Greco       |        |
|        | Michele Lauria          |  | Giovanni Ricevuto     |        |
|        | Antonio Andò            |  | Francesco Cimino      |        |
|        | Carmelo Santalco        |  | Pietro Ferrara        |        |
|        | Luigi Genovese          |  | Pietro Pizzo          |        |
|        | Michele Chimenti        |  | Antonino La Russa     |        |
|        | Andrea Zangara          |  | Marisa Moltisanti     |        |
|        | Umberto Cappuzzo        |  | Cristoforo Filetti    |        |
|        | Vittorio Dante Gambino  |  | Giuseppe Perricone    |        |
|        | Emanuele Macaluso       |  | Vincenza Bono Parrino |        |
|        | Salvatore Crocetta      |  | Francesco Candioto    |        |

### XI Legislatura
| Partito                            | Partito                                       | Risultati 5 aprile 1992 | Risultati 5 aprile 1992 | Risultati 5 aprile 1992 | Seggi | Seggi   |
| Partito                            | Partito                                       | Voti                    | %                       | ±                       | Num   | ±       |
| ---------------------------------- | --------------------------------------------- | ----------------------- | ----------------------- | ----------------------- | ----- | ------- |
|                                    | Democrazia Cristiana                          | 755 723                 | 31,11                   | 3,02                    | 10    | Stabile |
|                                    | Partito Socialista Italiano                   | 358 887                 | 14,77                   | 0,58                    | 4     | Stabile |
|                                    | Partito Democratico della Sinistra            | 289 391                 | 11,91                   | n.d.                    | 3     | n.d.    |
|                                    | Movimento per la Democrazia - La Rete         | 239 868                 | 9,87                    | n.d.                    | 3     | n.d.    |
|                                    | Movimento Sociale Italiano - Destra Nazionale | 208 140                 | 8,57                    | 1,66                    | 2     | 1       |
|                                    | Partito Socialista Democratico Italiano       | 144                     | 5,93                    | 1,62                    | 1     | Stabile |
|                                    | Partito Repubblicano Italiano                 | 128 847                 | 5,30                    | 0,59                    | 1     | Stabile |
|                                    | Rifondazione Comunista                        | 111 075                 | 4,57                    | n.d.                    | 1     | n.d.    |
|                                    | Partito Liberale Italiano                     | 110 868                 | 4,56                    | 0,80                    | 1     | Stabile |
|                                    | Federazione dei Verdi                         | 53 253                  | 2,19                    | n.d.                    | –     | n.d.    |
|                                    | Sì Referendum                                 | 17 328                  | 0,71                    | n.d.                    | –     | n.d.    |
|                                    | Lega Lombarda                                 | 6 522                   | 0,27                    | n.d.                    | –     | n.d.    |
|                                    | Federalismo - Pensionati Uomini Vivi          | 5 348                   | 0,22                    | n.d.                    | –     | n.d.    |
|                                    |                                               |                         |                         |                         |       |         |
| Iscritti                           | Iscritti                                      | 3 593 150               | 100,00                  |                         |       |         |
| ↳ Votanti (% su iscritti)          | ↳ Votanti (% su iscritti)                     | 2 744 495               | 76,38                   | 1,99                    |       |         |
| ↳ Voti validi (% su votanti)       | ↳ Voti validi (% su votanti)                  | 2 429 394               | 88,52                   |                         |       |         |
| ↳ Schede non valide (% su votanti) | ↳ Schede non valide (% su votanti)            | 315 101                 | 11,48                   |                         |       |         |
| ↳ Astenuti (% su iscritti)         | ↳ Astenuti (% su iscritti)                    | 848 655                 | 23,62                   |                         |       |         |
|                                    |                                               |                         |                         |                         |       |         |
| Fonte: Ministero dell'Interno      |                                               |                         |                         |                         |       |         |

| Eletti | Eletti                  |  | Eletti                | Eletti |
| ------ | ----------------------- |  | --------------------- | ------ |
|        | Carmelo Santalco        |  | Santi Rapisarda       |        |
|        | Luigi Genovese          |  | Concetto Scivoletto   |        |
|        | Francesco Parisi        |  | Francesco Greco       |        |
|        | Stefano Cusumano        |  | Michelangelo Russo    |        |
|        | Michele Lauria          |  | Carmine Mancuso       |        |
|        | Niccolò Grassi Bertazzi |  | Vito Ferrara          |        |
|        | Andrea Zangara          |  | Girolamo Cannariato   |        |
|        | Vincenzo Inzerillo      |  | Marisa Moltisanti     |        |
|        | Giovanni Silvestro Coco |  | Cristoforo Filetti    |        |
|        | Umberto Cappuzzo        |  | Vincenza Bono Parrino |        |
|        | Pietro Pizzo            |  | Vincenzo Garraffa     |        |
|        | Giovanni Ricevuto       |  | Salvatore Crocetta    |        |
|        | Francesco Cimino        |  | Francesco Candioto    |        |

## Dal 1993 al 2005
Con la riforma elettorale maggioritaria del 1993, in prima istanza veniva eletto senatore il candidato che avesse riportato la maggioranza relativa dei suffragi in ciascun collegio. Nessun candidato poteva presentarsi in più di un collegio. I rimanenti seggi regionali erano invece assegnati assommando i voti di tutti i candidati uninominali perdenti che si fossero collegati in un gruppo regionale, utilizzando il metodo D'Hondt delle migliori medie: gli scranni così ottenuti da ciascun gruppo venivano assegnati, all'interno di essa, ai candidati perdenti che avessero ottenuto le migliori percentuali elettorali.

### Collegi elettorali
1. Marsala
2. Mazara del Vallo
3. Palermo - Capaci
4. Palermo Centro
5. Palermo Sud
6. Gela
7. Sciacca
8. Agrigento
9. Bagheria
10. Monreale
11. Messina
12. Barcellona Pozzo di Gotto
13. Enna
14. Acireale
15. Catania Centro
16. Catania - Misterbianco
17. Paternò
18. Ragusa
19. Avola
20. Siracusa

### XII legislatura

#### Risultati elettorali
|                               | Polo del Buon Governo                     | 1 004 063 | 42,39 | 17 |  |  |  |  |  |
|                               | Alleanza dei Progressisti                 | 736 970   | 31,12 | 8  |  |  |  |  |  |
|                               | Patto per l'Italia                        | 354 178   | 14,95 | 2  |  |  |  |  |  |
|                               | Partito Socialista Italiano               | 103 490   | 4,37  | –  |  |  |  |  |  |
|                               | Solidarietà Occupazione Sviluppo          | 25 042    | 1,06  | –  |  |  |  |  |  |
|                               | Vespri Siciliani                          | 24 913    | 1,05  | –  |  |  |  |  |  |
|                               | Cattolici Socialisti Liberali Democratici | 19 014    | 0,80  | –  |  |  |  |  |  |
|                               | Liberi Forti Uniti                        | 18 566    | 0,78  | –  |  |  |  |  |  |
|                               | Lista Leanza                              | 14 599    | 0,62  | –  |  |  |  |  |  |
|                               | Sicilia Futura                            | 12 913    | 0,55  | –  |  |  |  |  |  |
|                               | Scudo Democratico                         | 12 063    | 0,51  | –  |  |  |  |  |  |
|                               | Lista Trimarchi                           | 12 029    | 0,51  | –  |  |  |  |  |  |
|                               | Lista Franco Greco                        | 8 195     | 0,35  | –  |  |  |  |  |  |
|                               | Democrazia Popolare                       | 8 151     | 0,34  | –  |  |  |  |  |  |
|                               | Lista Insieme                             | 6 247     | 0,26  | –  |  |  |  |  |  |
|                               | Socialdemocrazia per le Libertà           | 4 466     | 0,19  | –  |  |  |  |  |  |
|                               | Mediterraneo                              | 2 548     | 0,11  | –  |  |  |  |  |  |
|                               | Primavera                                 | 1 011     | 0,04  | –  |  |  |  |  |  |
| Totale                        | Totale                                    | 2 368 458 | 100   | 27 |  |  |  |  |  |
|                               |                                           |           |       |    |  |  |  |  |  |
| Voti non validi               | Voti non validi                           | 352 367   | 12,95 |    |  |  |  |  |  |
| Votanti                       | Votanti                                   | 2 720 825 | 74,00 |    |  |  |  |  |  |
| Elettori                      | Elettori                                  | 3 676 578 |       |    |  |  |  |  |  |
|                               |                                           |           |       |    |  |  |  |  |  |
| Data: 27-28 marzo 1994        |                                           |           |       |    |  |  |  |  |  |
| Fonte: Ministero dell'interno |                                           |           |       |    |  |  |  |  |  |

#### Eletti
Eletti nel Polo del Buon Governo (FI - LN - CCD - UdC - PLD)
     Eletti nei Progressisti (PDS - PRC - FdV - PSI - Rete - AD)
     Eletti nel Patto per l'Italia (PPI - PS)
| Collegio                       | Eletto | Eletto                     | Partito | Quota |
| ------------------------------ | ------ | -------------------------- | ------- | ----- |
| 1 - Marsala                    |        | Antonio D'Alì              | FI      | Magg. |
| 2 - Mazara del Vallo           |        | Ludovico Corrao            | PDS     | Magg. |
| 3 - Palermo - Capaci           |        | Enrico La Loggia           | FI      | Magg. |
| 3 - Palermo - Capaci           |        | Anna Maria Abramonte       | Rete    | Prop. |
| 4 - Palermo Centro             |        | Saverio Salvatore Porcari  | AN      | Magg. |
| 4 - Palermo Centro             |        | Carmine Mancuso            | Rete    | Prop. |
| 5 - Palermo Sud                |        | Filippo Alberto Scalone    | AN      | Magg. |
| 5 - Palermo Sud                |        | Bruno Di Maio              | Rete    | Prop. |
| 6 - Gela                       |        | Gioacchino Pellitteri      | FI      | Magg. |
| 7 - Sciacca                    |        | Pietro Cangelosi           | Rete    | Magg. |
| 7 - Sciacca                    |        | Stefano Cusumano           | PPI     | Prop. |
| 8 - Agrigento                  |        | Angelo Lauricella          | PDS     | Magg. |
| 9 - Bagheria                   |        | Antonio Battaglia          | AN      | Magg. |
| 10 - Monreale                  |        | Michele Fierotti           | FI      | Magg. |
| 11 - Messina                   |        | Salvatore Ragno            | AN      | Magg. |
| 12 - Barcellona Pozzo di Gotto |        | Basilio Germanà            | FI      | Magg. |
| 13 - Enna                      |        | Giuseppe Roberto Grippaldi | AN      | Magg. |
| 13 - Enna                      |        | Michele Lauria             | PPI     | Prop. |
| 14 - Acireale                  |        | Domenico Presti            | AN      | Magg. |
| 15 - Catania Centro            |        | Gianfranco Corsi           | FI      | Magg. |
| 16 - Catania - Misterbianco    |        | Vito Cusimano              | AN      | Magg. |
| 17 - Paternò                   |        | Vincenzo La Russa          | CCD     | Magg. |
| 17 - Paternò                   |        | Giovanni Campo             | Rete    | Prop. |
| 18 - Ragusa                    |        | Giombattista Xiumè         | AN      | Magg. |
| 18 - Ragusa                    |        | Concetto Scivoletto        | PDS     | Prop. |
| 19 - Avola                     |        | Marisa Moltisanti          | AN      | Magg. |
| 20 - Siracusa                  |        | Vincenzo Maiorca           | AN      | Magg. |

### XIII legislatura

#### Risultati elettorali
|                               | Polo per le Libertà   | 964 138   | 42,44 | 14 |  |  |  |  |  |
|                               | L'Ulivo               | 917 340   | 40,38 | 11 |  |  |  |  |  |
|                               | Lista Pannella-Sgarbi | 153 472   | 6,75  | 1  |  |  |  |  |  |
|                               | Fiamma Tricolore      | 120 895   | 5,32  | 1  |  |  |  |  |  |
|                               | Noi Siciliani - FNS   | 71 841    | 3,16  | –  |  |  |  |  |  |
|                               | Partito Socialista    | 32 841    | 1,45  | –  |  |  |  |  |  |
|                               | Rinnovamento          | 11 471    | 0,50  | –  |  |  |  |  |  |
| Totale                        | Totale                | 2 271 998 | 100   | 27 |  |  |  |  |  |
|                               |                       |           |       |    |  |  |  |  |  |
| Voti non validi               | Voti non validi       | 359 698   | 13,67 |    |  |  |  |  |  |
| Votanti                       | Votanti               | 2 631 696 | 69,75 |    |  |  |  |  |  |
| Elettori                      | Elettori              | 3 772 849 |       |    |  |  |  |  |  |
|                               |                       |           |       |    |  |  |  |  |  |
| Data: 21 aprile 1996          |                       |           |       |    |  |  |  |  |  |
| Fonte: Ministero dell'interno |                       |           |       |    |  |  |  |  |  |

#### Eletti
Eletti nell'Ulivo (PDS - PPI - RI - FdV)
     Eletti nel Polo per le Libertà (FI - AN - CCD-CDU)
     Eletti nella Fiamma Tricolore
     Eletti nella Lista Pannella-Sgarbi
| Collegio                       | Eletto | Eletto                    | Partito | Quota |
| ------------------------------ | ------ | ------------------------- | ------- | ----- |
| 1 - Marsala                    |        | Antonio D'Alì             | FI      | Magg. |
| 2 - Mazara del Vallo           |        | Baldassare Lauria         | FI      | Magg. |
| 2 - Mazara del Vallo           |        | Ludovico Corrao           | PDS     | Prop. |
| 3 - Palermo - Capaci           |        | Enrico La Loggia          | FI      | Magg. |
| 4 - Palermo Centro             |        | Saverio Salvatore Porcari | AN      | Magg. |
| 5 - Palermo Sud                |        | Giovanni Russo Spena      | PRC     | Magg. |
| 5 - Palermo Sud                |        | Pietro Milio              | LP      | Prop. |
| 6 - Gela                       |        | Antonio Montagnino        | PPI     | Magg. |
| 7 - Sciacca                    |        | Domenico Barrile          | PDS     | Magg. |
| 8 - Agrigento                  |        | Melchiorre Cirami         | CCD     | Magg. |
| 8 - Agrigento                  |        | Angelo Lauricella         | PDS     | Prop. |
| 9 - Bagheria                   |        | Antonio Battaglia         | AN      | Magg. |
| 10 - Monreale                  |        | Renato Schifani           | FI      | Magg. |
| 10 - Monreale                  |        | Michele Figurelli         | PDS     | Prop. |
| 11 - Messina                   |        | Salvatore Ragno           | AN      | Magg. |
| 12 - Barcellona Pozzo di Gotto |        | Basilio Germanà           | FI      | Magg. |
| 13 - Enna                      |        | Michele Lauria            | PPI     | Magg. |
| 14 - Acireale                  |        | Giuseppe Firrarello       | CDU     | Magg. |
| 15 - Catania Centro            |        | Gianfranco Corsi          | FI      | Magg. |
| 16 - Catania - Misterbianco    |        | Vito Cusimano             | AN      | Magg. |
| 17 - Paternò                   |        | Rosario Pettinato         | FdV     | Magg. |
| 18 - Ragusa                    |        | Concetto Scivoletto       | PDS     | Magg. |
| 18 - Ragusa                    |        | Riccardo Minardo          | CCD     | Prop. |
| 19 - Avola                     |        | Mario Occhipinti          | Rete    | Magg. |
| 19 - Avola                     |        | Luigi Caruso              | MSFT    | Prop. |
| 20 - Siracusa                  |        | Roberto Centaro           | FI      | Magg. |
| 20 - Siracusa                  |        | Giuseppe Lo Curzio        | PPI     | Prop. |

### XIV legislatura

#### Risultati elettorali
|                               | Casa delle Libertà                   | 1 243 997 | 49,34 | 20 |  |  |  |  |  |
|                               | L'Ulivo                              | 764 311   | 30,32 | 6  |  |  |  |  |  |
|                               | Democrazia Europea                   | 238 163   | 9,45  | 1  |  |  |  |  |  |
|                               | Partito della Rifondazione Comunista | 91 956    | 3,65  | –  |  |  |  |  |  |
|                               | Italia dei Valori                    | 81 297    | 3,22  | –  |  |  |  |  |  |
|                               | Lista Emma Bonino                    | 39 712    | 1,58  | –  |  |  |  |  |  |
|                               | Fronte Nazionale                     | 36 641    | 1,45  | –  |  |  |  |  |  |
|                               | Noi Siciliani                        | 20 761    | 0,82  | –  |  |  |  |  |  |
|                               | Lista Franco Greco                   | 4 284     | 0,17  | –  |  |  |  |  |  |
| Totale                        | Totale                               | 2 521 122 | 100   | 27 |  |  |  |  |  |
|                               |                                      |           |       |    |  |  |  |  |  |
| Voti non validi               | Voti non validi                      | 258 076   | 9,29  |    |  |  |  |  |  |
| Votanti                       | Votanti                              | 2 779 198 | 71,10 |    |  |  |  |  |  |
| Elettori                      | Elettori                             | 3 908 915 |       |    |  |  |  |  |  |
|                               |                                      |           |       |    |  |  |  |  |  |
| Data: 13 maggio 2001          |                                      |           |       |    |  |  |  |  |  |
| Fonte: Ministero dell'interno |                                      |           |       |    |  |  |  |  |  |

#### Eletti
Eletti nella Casa delle Libertà (FI - AN - CCD-CDU - NPSI)
     Eletti nell'Ulivo (DS - DL - SDI - FdV - PdCI)
     Eletti in Democrazia Europea
| Collegio                       | Eletto | Eletto                | Partito  | Quota |
| ------------------------------ | ------ | --------------------- | -------- | ----- |
| 1 - Marsala                    |        | Antonio D'Alì         | FI       | Magg. |
| 2 - Mazara del Vallo           |        | Giuseppe Bongiorno    | AN       | Magg. |
| 3 - Palermo - Capaci           |        | Enrico La Loggia      | FI       | Magg. |
| 4 - Palermo Centro             |        | Carlo Vizzini         | FI       | Magg. |
| 4 - Palermo Centro             |        | Costantino Garraffa   | DS       | Prop. |
| 5 - Palermo Sud                |        | Mario Ferrara         | FI       | Magg. |
| 6 - Gela                       |        | Liborio Ognibene      | FI       | Magg. |
| 6 - Gela                       |        | Antonio Montagnino    | DL (PPI) | Prop. |
| 7 - Sciacca                    |        | Melchiorre Cirami     | CDU      | Magg. |
| 7 - Sciacca                    |        | Accursio Montalbano   | DS       | Prop. |
| 7 - Sciacca                    |        | Giuseppe Ruvolo       | DE       | Prop. |
| 8 - Agrigento                  |        | Calogero Sodano       | CCD      | Magg. |
| 9 - Bagheria                   |        | Antonio Battaglia     | AN       | Magg. |
| 10 - Monreale                  |        | Renato Schifani       | FI       | Magg. |
| 11 - Messina                   |        | Salvatore Ragno       | AN       | Magg. |
| 12 - Barcellona Pozzo di Gotto |        | Domenico Nania        | AN       | Magg. |
| 13 - Enna                      |        | Sebastiano Sanzarello | FI       | Magg. |
| 13 - Enna                      |        | Michele Lauria        | DL (PPI) | Prop. |
| 14 - Acireale                  |        | Giuseppe Firrarello   | FI       | Magg. |
| 15 - Catania Centro            |        | Guido Ziccone         | FI       | Magg. |
| 16 - Catania - Misterbianco    |        | Domenico Sudano       | CDU      | Magg. |
| 17 - Paternò                   |        | Filadelfio Basile     | FI       | Magg. |
| 18 - Ragusa                    |        | Riccardo Minardo      | FI       | Magg. |
| 18 - Ragusa                    |        | Giovanni Battaglia    | DS       | Prop. |
| 19 - Avola                     |        | Luigi Caruso          | MSFT     | Magg. |
| 20 - Siracusa                  |        | Roberto Centaro       | FI       | Magg. |
| 20 - Siracusa                  |        | Antonio Rotondo       | DS       | Prop. |

## Dal 2005 al 2017
Con l'entrata in vigore della legge Calderoli, per l'elezione del Senato viene adottato un sistema elettorale proporzionale con liste bloccate, soglia di sbarramento e premio di maggioranza su base regionale. Alla ripartizione dei seggi, che avviene secondo il metodo Hare dei quozienti interi e dei più alti resti, concorrono le liste che nell'ambito della circoscrizione regionale abbiano ottenuto almeno l'8% dei voti validi, oppure almeno il 3% se esse sono parte di una coalizione che abbia ottenuto almeno il 20%. In ogni caso, alla coalizione o lista singola più votata è attribuito almeno il 55% dei seggi: se tale soglia non è raggiunta, viene assegnato un premio di maggioranza, in forma di seggi supplementari, che riduce quelli attribuiti alle altre forze politiche.

### XV legislatura

#### Risultati elettorali
|                               | Forza Italia                            | 723 582   | 28,51 | 8  |  |  |  |  |  |
|                               | Alleanza Nazionale                      | 271 660   | 10,70 | 3  |  |  |  |  |  |
|                               | Unione dei Democratici Cristiani        | 243 502   | 9,59  | 3  |  |  |  |  |  |
|                               | Lega Nord – MPA                         | 104 071   | 4,10  | 1  |  |  |  |  |  |
|                               | Nuova Sicilia                           | 33 485    | 1,32  | –  |  |  |  |  |  |
|                               | Patto per la Sicilia                    | 20 825    | 0,82  | –  |  |  |  |  |  |
|                               | Alternativa Sociale                     | 16 671    | 0,66  | –  |  |  |  |  |  |
|                               | Fiamma Tricolore                        | 13 007    | 0,51  | –  |  |  |  |  |  |
|                               | Patto Cristiano Esteso                  | 9 735     | 0,38  | –  |  |  |  |  |  |
|                               | Partito Repubblicano Italiano           | 8 594     | 0,34  | –  |  |  |  |  |  |
|                               | Pensionati Uniti                        | 7 140     | 0,28  | –  |  |  |  |  |  |
|                               | Ecologisti Democratici                  | 5 756     | 0,23  | –  |  |  |  |  |  |
|                               | Partito Liberale Italiano               | 4 709     | 0,19  | –  |  |  |  |  |  |
|                               | Riformatori Liberali                    | 3 423     | 0,13  | –  |  |  |  |  |  |
|                               | Totale coalizione                       | 1 466 160 | 57,77 | 15 |  |  |  |  |  |
|                               | La Margherita                           | 298 649   | 11,77 | 4  |  |  |  |  |  |
|                               | Democratici di Sinistra                 | 288 897   | 11,38 | 4  |  |  |  |  |  |
|                               | Partito della Rifondazione Comunista    | 133 486   | 5,26  | 2  |  |  |  |  |  |
|                               | Italia dei Valori                       | 93 229    | 3,67  | 1  |  |  |  |  |  |
|                               | Insieme con l'Unione                    | 64 732    | 2,55  | –  |  |  |  |  |  |
|                               | Popolari UDEUR                          | 53 193    | 2,10  | –  |  |  |  |  |  |
|                               | Rosa nel Pugno                          | 51 410    | 2,03  | –  |  |  |  |  |  |
|                               | Partito Pensionati                      | 14 688    | 0,58  | –  |  |  |  |  |  |
|                               | I Socialisti                            | 12 764    | 0,50  | –  |  |  |  |  |  |
|                               | Lista Consumatori                       | 6 866     | 0,27  | –  |  |  |  |  |  |
|                               | Movimento Repubblicani Europei          | 6 295     | 0,25  | –  |  |  |  |  |  |
|                               | Partito Socialista Democratico Italiano | 4 972     | 0,20  | –  |  |  |  |  |  |
|                               | Totale coalizione                       | 1 029 181 | 40,55 | 11 |  |  |  |  |  |
|                               | Alleanza Siciliana                      | 36 194    | 1,43  | –  |  |  |  |  |  |
|                               | MD - Noi Siciliani                      | 6 556     | 0,26  | –  |  |  |  |  |  |
| Totale                        | Totale                                  | 2 538 091 | 100   | 26 |  |  |  |  |  |
|                               |                                         |           |       |    |  |  |  |  |  |
| Voti non validi               | Voti non validi                         | 145 558   | 5,42  |    |  |  |  |  |  |
| Votanti                       | Votanti                                 | 2 683 649 | 74,81 |    |  |  |  |  |  |
| Elettori                      | Elettori                                | 3 587 150 |       |    |  |  |  |  |  |
|                               |                                         |           |       |    |  |  |  |  |  |
| Fonte: Ministero dell'interno |                                         |           |       |    |  |  |  |  |  |

#### Eletti
| Forza Italia | Alleanza Nazionale                                                                  | Unione dei Democratici Cristiani e di Centro           | Lega Nord - MPA     |
| --- | ----------------------------------------------------------------------------------- | ------------------------------------------------------ | ------------------- |
| |                                                                                     |                                                        |                     |
| - Renato Schifani - Carlo Vizzini - Antonio D'Alì - Giuseppe Firrarello - Roberto Centaro - Mario Ferrara - Guido Ziccone - Giovanni Mauro | - Domenico Nania - Nino Strano - Antonio Battaglia                                  | - Salvatore Cuffaro - Calogero Mannino - Giuseppe Naro | - Giovanni Pistorio |
| La Margherita | Democratici di Sinistra                                                             | Partito della Rifondazione Comunista                   | Italia dei Valori   |
| |                                                                                     |                                                        |                     |
| - Enzo Bianco - Antonino Papania - Bartolo Fazio - Benedetto Adragna                                                                       | - Anna Finocchiaro - Giovanni Battaglia - Costantino Garraffa - Accursio Montalbano | - Giovanni Russo Spena - Santo Liotta                  | - Fabio Giambrone   |

1. ↑  Dimissionario in data 24.07.2006 (opta per la carica di Presidente della Regione Siciliana); subentrante: Francesco Pionati

### XVI legislatura

#### Risultati elettorali
|                               | Il Popolo della Libertà              | 1 166 997 | 46,84 | 13 |  |  |  |  |  |
|                               | Movimento per l'Autonomia            | 195 963   | 7,87  | 2  |  |  |  |  |  |
|                               | Totale coalizione                    | 1 362 960 | 54,70 | 15 |  |  |  |  |  |
|                               | Partito Democratico                  | 635 834   | 25,52 | 7  |  |  |  |  |  |
|                               | Italia dei Valori                    | 83 283    | 3,34  | 1  |  |  |  |  |  |
|                               | Totale coalizione                    | 719 117   | 28,86 | 8  |  |  |  |  |  |
|                               | Unione di Centro                     | 239 485   | 9,61  | 3  |  |  |  |  |  |
|                               | La Sinistra l'Arcobaleno             | 64 394    | 2,58  | –  |  |  |  |  |  |
|                               | La Destra - Fiamma Tricolore         | 43 499    | 1,75  | –  |  |  |  |  |  |
|                               | Partito Socialista                   | 13 249    | 0,53  | –  |  |  |  |  |  |
|                               | Partito Comunista dei Lavoratori     | 10 233    | 0,41  | –  |  |  |  |  |  |
|                               | Sinistra Critica                     | 8 201     | 0,33  | –  |  |  |  |  |  |
|                               | Partito Liberale Italiano            | 7 247     | 0,29  | –  |  |  |  |  |  |
|                               | Unione Democratica per i Consumatori | 6 710     | 0,27  | –  |  |  |  |  |  |
|                               | Per il Bene Comune                   | 6 585     | 0,26  | –  |  |  |  |  |  |
|                               | Forza Nuova                          | 6 137     | 0,25  | –  |  |  |  |  |  |
|                               | Partito del Sud                      | 3 727     | 0,15  | –  |  |  |  |  |  |
| Totale                        | Totale                               | 2 491 544 | 100   | 26 |  |  |  |  |  |
|                               |                                      |           |       |    |  |  |  |  |  |
| Voti non validi               | Voti non validi                      | 209 421   | 7,75  |    |  |  |  |  |  |
| Votanti                       | Votanti                              | 2 700 965 | 74,70 |    |  |  |  |  |  |
| Elettori                      | Elettori                             | 3 615 712 |       |    |  |  |  |  |  |
|                               |                                      |           |       |    |  |  |  |  |  |
| Fonte: Ministero dell'interno |                                      |           |       |    |  |  |  |  |  |

#### Eletti
| Il Popolo della Libertà | Partito Democratico | Unione di Centro                                          |
| --- | --- | --------------------------------------------------------- |
| | |                                                           |
| - Renato Schifani - Domenico Nania - Carlo Vizzini - Giuseppe Firrarello - Antonio D'Alì - Antonio Battaglia - Roberto Centaro - Mario Ferrara - Salvatore Fleres - Raffaele Stancanelli - Simona Vicari - Bruno Alicata - Vincenzo Galioto | - Giuseppe Lumia - Enzo Bianco - Antonino Papania - Anna Maria Serafini - Vladimiro Crisafulli - Benedetto Adragna - Costantino Garraffa | - Salvatore Cuffaro - Gianpiero D'Alia - Antonio Antinoro |
| - Renato Schifani - Domenico Nania - Carlo Vizzini - Giuseppe Firrarello - Antonio D'Alì - Antonio Battaglia - Roberto Centaro - Mario Ferrara - Salvatore Fleres - Raffaele Stancanelli - Simona Vicari - Bruno Alicata - Vincenzo Galioto | - Giuseppe Lumia - Enzo Bianco - Antonino Papania - Anna Maria Serafini - Vladimiro Crisafulli - Benedetto Adragna - Costantino Garraffa | Movimento per l'Autonomia                                 |
| - Renato Schifani - Domenico Nania - Carlo Vizzini - Giuseppe Firrarello - Antonio D'Alì - Antonio Battaglia - Roberto Centaro - Mario Ferrara - Salvatore Fleres - Raffaele Stancanelli - Simona Vicari - Bruno Alicata - Vincenzo Galioto | - Giuseppe Lumia - Enzo Bianco - Antonino Papania - Anna Maria Serafini - Vladimiro Crisafulli - Benedetto Adragna - Costantino Garraffa |                                                           |
| - Renato Schifani - Domenico Nania - Carlo Vizzini - Giuseppe Firrarello - Antonio D'Alì - Antonio Battaglia - Roberto Centaro - Mario Ferrara - Salvatore Fleres - Raffaele Stancanelli - Simona Vicari - Bruno Alicata - Vincenzo Galioto | - Giuseppe Lumia - Enzo Bianco - Antonino Papania - Anna Maria Serafini - Vladimiro Crisafulli - Benedetto Adragna - Costantino Garraffa | - Giovanni Pistorio - Vincenzo Oliva                      |
| - Renato Schifani - Domenico Nania - Carlo Vizzini - Giuseppe Firrarello - Antonio D'Alì - Antonio Battaglia - Roberto Centaro - Mario Ferrara - Salvatore Fleres - Raffaele Stancanelli - Simona Vicari - Bruno Alicata - Vincenzo Galioto | - Giuseppe Lumia - Enzo Bianco - Antonino Papania - Anna Maria Serafini - Vladimiro Crisafulli - Benedetto Adragna - Costantino Garraffa | Italia dei Valori                                         |
| - Renato Schifani - Domenico Nania - Carlo Vizzini - Giuseppe Firrarello - Antonio D'Alì - Antonio Battaglia - Roberto Centaro - Mario Ferrara - Salvatore Fleres - Raffaele Stancanelli - Simona Vicari - Bruno Alicata - Vincenzo Galioto | - Giuseppe Lumia - Enzo Bianco - Antonino Papania - Anna Maria Serafini - Vladimiro Crisafulli - Benedetto Adragna - Costantino Garraffa |                                                           |
| - Renato Schifani - Domenico Nania - Carlo Vizzini - Giuseppe Firrarello - Antonio D'Alì - Antonio Battaglia - Roberto Centaro - Mario Ferrara - Salvatore Fleres - Raffaele Stancanelli - Simona Vicari - Bruno Alicata - Vincenzo Galioto | - Giuseppe Lumia - Enzo Bianco - Antonino Papania - Anna Maria Serafini - Vladimiro Crisafulli - Benedetto Adragna - Costantino Garraffa | - Fabio Giambrone                                         |

1. ↑  Cessa dal mandato in data 02.02.2011; subentrante: Maria Giuseppa Castiglione
2. ↑  Cessa dal mandato in data 19.06.2008; subentrante: Salvatore Cintola.
Questi cessa dal mandato in data 06.10.2009; subentrante: Sebastiano Burgaretta Aparo

### XVII legislatura

#### Risultati elettorali
|                               | Il Popolo della Libertà          | 593 193   | 26,39 | 14 |  |  |  |  |  |
|                               | Partito dei Siciliani            | 48 539    | 2,16  | –  |  |  |  |  |  |
|                               | Fratelli d'Italia                | 32 694    | 1,45  | –  |  |  |  |  |  |
|                               | Grande Sud                       | 24 089    | 1,07  | –  |  |  |  |  |  |
|                               | Cantiere Popolare                | 21 675    | 0,96  | –  |  |  |  |  |  |
|                               | La Destra                        | 16 823    | 0,75  | –  |  |  |  |  |  |
|                               | Moderati in Rivoluzione          | 10 304    | 0,46  | –  |  |  |  |  |  |
|                               | Lega Nord                        | 3 286     | 0,15  | –  |  |  |  |  |  |
|                               | Totale coalizione                | 750 603   | 33,39 | 14 |  |  |  |  |  |
|                               | Movimento 5 Stelle               | 663 757   | 29,53 | 6  |  |  |  |  |  |
|                               | Partito Democratico              | 415 899   | 18,50 | 4  |  |  |  |  |  |
|                               | Il Megafono                      | 138 564   | 6,16  | 1  |  |  |  |  |  |
|                               | Sinistra Ecologia Libertà        | 37 214    | 1,66  | –  |  |  |  |  |  |
|                               | Centro Democratico               | 13 305    | 0,59  | –  |  |  |  |  |  |
|                               | Moderati                         | 9 372     | 0,42  | –  |  |  |  |  |  |
|                               | Totale coalizione                | 614 354   | 27,33 | 5  |  |  |  |  |  |
|                               | Con Monti per l'Italia           | 132 315   | 5,89  | –  |  |  |  |  |  |
|                               | Rivoluzione Civile               | 56 091    | 2,50  | –  |  |  |  |  |  |
|                               | Amnistia Giustizia Libertà       | 8 612     | 0,38  | –  |  |  |  |  |  |
|                               | Fare per Fermare il Declino      | 5 879     | 0,26  | –  |  |  |  |  |  |
|                               | Fiamma Tricolore                 | 5 119     | 0,23  | –  |  |  |  |  |  |
|                               | Forza Nuova                      | 4 639     | 0,21  | –  |  |  |  |  |  |
|                               | Partito Comunista dei Lavoratori | 4 616     | 0,21  | –  |  |  |  |  |  |
|                               | Partito Repubblicano Italiano    | 2 104     | 0,09  | –  |  |  |  |  |  |
| Totale                        | Totale                           | 2 248 089 | 100   | 25 |  |  |  |  |  |
|                               |                                  |           |       |    |  |  |  |  |  |
| Voti non validi               | Voti non validi                  | 106 987   | 4,54  |    |  |  |  |  |  |
| Votanti                       | Votanti                          | 2 355 076 | 64,60 |    |  |  |  |  |  |
| Elettori                      | Elettori                         | 3 645 541 |       |    |  |  |  |  |  |
|                               |                                  |           |       |    |  |  |  |  |  |
| Fonte: Ministero dell'interno |                                  |           |       |    |  |  |  |  |  |

#### Eletti
| Il Popolo della Libertà | Movimento 5 Stelle | Partito Democratico                                            |
| --- | --- | -------------------------------------------------------------- |
| | |                                                                |
| - → Silvio Berlusconi - Renato Schifani - Simona Vicari - Giuseppe Marinello - Vincenzo Gibiino - Antonio D'Alì - Giuseppe Ruvolo - Antonio Scavone - Mario Ferrara - Bruno Mancuso - Salvatore Torrisi - Francesco Scoma - Bruno Alicata - Giuseppe Pagano - Marcello Gualdani | - Francesco Campanella - Mario Michele Giarrusso - Vincenzo Santangelo - Nunzia Catalfo - Fabrizio Bocchino - Ornella Bertorotta | - Corradino Mineo - Pamela Orrù - Venera Padua - Amedeo Bianco |
| - → Silvio Berlusconi - Renato Schifani - Simona Vicari - Giuseppe Marinello - Vincenzo Gibiino - Antonio D'Alì - Giuseppe Ruvolo - Antonio Scavone - Mario Ferrara - Bruno Mancuso - Salvatore Torrisi - Francesco Scoma - Bruno Alicata - Giuseppe Pagano - Marcello Gualdani | - Francesco Campanella - Mario Michele Giarrusso - Vincenzo Santangelo - Nunzia Catalfo - Fabrizio Bocchino - Ornella Bertorotta | Il Megafono                                                    |
| - → Silvio Berlusconi - Renato Schifani - Simona Vicari - Giuseppe Marinello - Vincenzo Gibiino - Antonio D'Alì - Giuseppe Ruvolo - Antonio Scavone - Mario Ferrara - Bruno Mancuso - Salvatore Torrisi - Francesco Scoma - Bruno Alicata - Giuseppe Pagano - Marcello Gualdani | - Francesco Campanella - Mario Michele Giarrusso - Vincenzo Santangelo - Nunzia Catalfo - Fabrizio Bocchino - Ornella Bertorotta |                                                                |
| - → Silvio Berlusconi - Renato Schifani - Simona Vicari - Giuseppe Marinello - Vincenzo Gibiino - Antonio D'Alì - Giuseppe Ruvolo - Antonio Scavone - Mario Ferrara - Bruno Mancuso - Salvatore Torrisi - Francesco Scoma - Bruno Alicata - Giuseppe Pagano - Marcello Gualdani | - Francesco Campanella - Mario Michele Giarrusso - Vincenzo Santangelo - Nunzia Catalfo - Fabrizio Bocchino - Ornella Bertorotta | - Giuseppe Lumia                                               |

1. ↑  Opta per la circoscrizione Molise

## Dal 2017

### Collegi elettorali

#### Dal 2017 al 2020
Alla circoscrizione sono attribuiti 24 seggi: 9 sono assegnati con sistema maggioritario, in altrettanti collegi uninominali; 15 mediante sistema proporzionale, all'interno di due collegi plurinominali.
| Collegi plurinominali | Collegi plurinominali | Collegi uninominali                                                                                            |
| --------------------- | --------------------- | --- |
|                       | Sicilia - 01          | - 01 - Palermo - Resuttana - San Lorenzo - 02 - Palermo - Bagheria - 03 - Marsala - 04 - Agrigento - 05 - Gela |
|                       | Sicilia - 02          | - 06 - Messina - 07 - Acireale - 08 - Catania - 09 - Siracusa                                                  |

#### Dal 2020
In seguito alla riforma costituzionale del 2020 in tema di riduzione del numero dei parlamentari, alla circoscrizione sono attribuiti 16 seggi: 6 sono assegnati mediante sistema maggioritario, in altrettanti collegi uninominali; 10 mediante sistema proporzionale, all'interno di due collegi plurinominali.
| Collegi plurinominali | Collegi plurinominali | Collegi uninominali                                                     |
| --------------------- | --------------------- | ----------------------------------------------------------------------- |
|                       | Sicilia - 01          | - 01 - Palermo - Quartiere 11 - Settecannoli - 02 - Marsala - 03 - Gela |
|                       | Sicilia - 02          | - 04 - Catania - 05 - Siracusa - 06 - Messina                           |

### XVIII legislatura

#### Risultati
|                               | Movimento 5 Stelle                   | 1 055 015 | 48,09 | 7  | 1 055 015 | 48,09 | 9 |  |  |
|                               | Forza Italia                         | 454 303   | 20,71 | 3  | 704 178   | 32,09 | – |  |  |
|                               | Lega                                 | 119 512   | 5,45  | 1  | 704 178   | 32,09 | – |  |  |
|                               | Fratelli d'Italia                    | 82 177    | 3,75  | 1  | 704 178   | 32,09 | – |  |  |
|                               | Noi con l'Italia – UDC               | 48 186    | 2,20  | –  | 704 178   | 32,09 | – |  |  |
|                               | Partito Democratico                  | 255 821   | 11,66 | 2  | 300 101   | 13,68 | – |  |  |
|                               | +Europa                              | 24 682    | 1,12  | –  | 300 101   | 13,68 | – |  |  |
|                               | Civica Popolare                      | 12 863    | 0,59  | –  | 300 101   | 13,68 | – |  |  |
|                               | Italia Europa Insieme                | 6 735     | 0,31  | –  | 300 101   | 13,68 | – |  |  |
|                               | Liberi e Uguali                      | 64 975    | 2,96  | 1  | 64 975    | 2,96  | – |  |  |
|                               | Il Popolo della Famiglia             | 22 542    | 1,03  | –  | 22 542    | 1,03  | – |  |  |
|                               | Potere al Popolo!                    | 15 666    | 0,71  | –  | 15 666    | 0,71  | – |  |  |
|                               | Italia agli Italiani (FT - FN)       | 12 569    | 0,57  | –  | 12 569    | 0,57  | – |  |  |
|                               | CasaPound                            | 10 895    | 0,50  | –  | 10 895    | 0,50  | – |  |  |
|                               | Partito Valore Umano                 | 3 753     | 0,17  | –  | 3 753     | 0,17  | – |  |  |
|                               | Partito Repubblicano Italiano – ALA  | 2 498     | 0,11  | –  | 2 498     | 0,11  | – |  |  |
|                               | Lista del Popolo per la Costituzione | 1 863     | 0,08  | –  | 1 863     | 0,08  | – |  |  |
| Totale                        | Totale                               | 2 194 055 | 100   | 15 | 2 194 055 | 100   | 9 |  |  |
|                               |                                      |           |       |    |           |       |   |  |  |
| Schede bianche                | Schede bianche                       | 26 943    | 1,18  |    |           |       |   |  |  |
| Schede nulle                  | Schede nulle                         | 65 545    | 2,87  |    |           |       |   |  |  |
| Votanti                       | Votanti                              | 2 286 543 | 62,98 |    |           |       |   |  |  |
| Elettori                      | Elettori                             | 3 630 336 |       |    |           |       |   |  |  |
|                               |                                      |           |       |    |           |       |   |  |  |
| Fonte: Ministero dell'interno |                                      |           |       |    |           |       |   |  |  |

#### Eletti

##### Eletti maggioritario
Eletti nel Movimento 5 Stelle
| Collegio uninominale               | Eletto | Eletto                                   | Partito |
| ---------------------------------- | ------ | ---------------------------------------- | ------- |
| 1. Palermo - Resuttana-San Lorenzo |        | Steni Di Piazza                          | M5S     |
| 2. Palermo - Bagheria              |        | Loredana Russo                           | M5S     |
| 3. Marsala                         |        | Franco Mollame                           | M5S     |
| 4. Agrigento                       |        | Rino Marinello                           | M5S     |
| 5. Gela                            |        | Pietro Lorefice                          | M5S     |
| 6. Messina                         |        | Grazia D'Angelo                          | M5S     |
| 7. Acireale                        |        | Tiziana Carmela Rosaria Drago in Stivala | M5S     |
| 8. Catania                         |        | Nunzia Catalfo                           | M5S     |
| 9. Siracusa                        |        | Pino Pisani                              | M5S     |

1. ↑  In data 22.06.2022 aderisce al gruppo misto, non iscritti; in data 29.06.2022 al gruppo Insieme per il futuro - Centro Democratico.
2. ↑  In data 08.03.2021 aderisce al gruppo misto, non iscritti; in data 14.04.2021 al gruppo Lega-Salvini Premier-Partito Sardo d'Azione; in data 06.05.2022 torna nel gruppo misto non iscritti; in data 17.05.2022 aderisce alla componente «ITALIA AL CENTRO (IDEA-CAMBIAMO!, EUROPEISTI, NOI DI CENTRO (Noi Campani))».
3. ↑  In data 26.10.2020 aderisce al gruppo misto, non iscritti; in data 18.03.2021 al gruppo Fratelli d'Italia.

##### Eletti proporzionale
| Collegio plurinominale | M5S                                                                              | Forza Italia                                      | Partito Democratico | Lega               | Fratelli d'Italia      | Liberi e Uguali |
| ---------------------- | -------------------------------------------------------------------------------- | ------------------------------------------------- | ------------------- | ------------------ | ---------------------- | --------------- |
| Collegio plurinominale |                                                                                  |                                                   |                     |                    |                        |                 |
| 1. Sicilia - 01        | - Antonella Campagna - Vincenzo Santangelo - Cinzia Leone - Fabrizio Trentacoste | - Renato Schifani - Urania Giulia Rosina Papatheu | - Davide Faraone    | - Giulia Bongiorno | –                      | - Pietro Grasso |
| 2. Sicilia - 02        | - Mario Giarrusso - Cristiano Anastasi - Barbara Floridia - Emma Pavanelli       | - Gabriella Giammanco                             | - Valeria Sudano    | –                  | - Raffaele Stancanelli | –               |

1. 1 2  In data 22.06.2022 aderisce al gruppo misto, non iscritti; in data 29.06.2022 al gruppo Insieme per il futuro - Centro Democratico.
2. ↑  In data 14.07.2022 aderisce al gruppo Insieme per il futuro - Centro Democratico.
3. ↑  In data 18.09.2019 aderisce al gruppo Italia Viva-P.S.I..
4. ↑  In data 23.04.2020 aderisce al gruppo misto, non iscritti; in data 14.09.2021 alla componente «Italexit per l'Italia-Partito Valore Umano».
5. ↑  Seggio vacante dal 23.03.2018 al 31.07.2019, avendo il Movimento 5 Stelle eletto tutti i candidati in Sicilia e non essendovi quindi nessun candidato subentrabile.[6][7] Il 31.07.2019 il Senato attribuisce il seggio vacante a Emma Pavanelli, prima dei non eletti nel circoscrizione Umbria, ai sensi del Decreto legislativo 20 dicembre 1993, n. 533, articolo 19, che a sua volta rimanda al Decreto del presidente della Repubblica 30 marzo 1957, n. 361, articolo 86 e articolo 84.[8][9]
6. ↑  In data 18.09.2019 aderisce al gruppo Italia Viva-P.S.I.; in data 06.08.2021 al gruppo Lega-Salvini Premier-Partito Sardo d'Azione.
7. ↑  Dimissionario in data 01.07.2019 (assume la carica di eurodeputato); in data 02.07.2019 gli subentra Giovanna Petrenga.

### XIX legislatura

#### Risultati elettorali
- Dati relativi a 5.281 sezioni su 5.298.

|                               | Fratelli d'Italia                                       | 373 806   | 18,41 | 2  | 711 436   | 35,03 | 4 |  |  |
|                               | Forza Italia                                            | 217 969   | 10,73 | 1  | 711 436   | 35,03 | 4 |  |  |
|                               | Lega per Salvini Premier                                | 102 878   | 5,07  | 1  | 711 436   | 35,03 | 4 |  |  |
|                               | Noi Moderati                                            | 16 783    | 0,83  | –  | 711 436   | 35,03 | 4 |  |  |
|                               | Movimento 5 Stelle                                      | 552 520   | 27,21 | 3  | 552 520   | 27,21 | 1 |  |  |
|                               | Partito Democratico - Italia Democratica e Progressista | 240 713   | 11,85 | 2  | 327 204   | 16,11 | – |  |  |
|                               | Alleanza Verdi e Sinistra                               | 41 203    | 2,03  | –  | 327 204   | 16,11 | – |  |  |
|                               | +Europa                                                 | 32 202    | 1,59  | –  | 327 204   | 16,11 | – |  |  |
|                               | Impegno Civico – Centro Democratico                     | 13 086    | 0,64  | –  | 327 204   | 16,11 | – |  |  |
|                               | Sud chiama Nord                                         | 266 323   | 13,11 | –  | 266 323   | 13,11 | 1 |  |  |
|                               | Azione - Italia Viva                                    | 91 903    | 4,53  | 1  | 91 903    | 4,53  | – |  |  |
|                               | Italexit                                                | 32 973    | 1,62  | –  | 32 973    | 1,62  | – |  |  |
|                               | Italia Sovrana e Popolare                               | 20 618    | 1,02  | –  | 20 618    | 1,02  | – |  |  |
|                               | Unione Popolare                                         | 17 704    | 0,87  | –  | 17 704    | 0,87  | – |  |  |
|                               | Vita                                                    | 7 967     | 0,39  | –  | 7 967     | 0,39  | – |  |  |
|                               | Alternativa per l'Italia (PdF - Exit)                   | 2 286     | 0,11  | –  | 2 286     | 0,11  | – |  |  |
| Totale                        | Totale                                                  | 2 030 934 | 100   | 10 | 2 030 934 | 100   | 6 |  |  |
|                               |                                                         |           |       |    |           |       |   |  |  |
| Voti non validi               | Voti non validi                                         | 176 904   | 8,01  |    |           |       |   |  |  |
| Votanti                       | Votanti                                                 | 2 207 838 | 56,30 |    |           |       |   |  |  |
| Elettori                      | Elettori                                                | 3 921 575 |       |    |           |       |   |  |  |
|                               |                                                         |           |       |    |           |       |   |  |  |
| Data: 25 settembre 2022       |                                                         |           |       |    |           |       |   |  |  |
| Fonte: Ministero dell'interno |                                                         |           |       |    |           |       |   |  |  |

#### Eletti

##### Eletti maggioritario
Eletti nel Movimento 5 Stelle
     Eletti in Sud chiama Nord
     Eletti nella coalizione di centro-destra (FdI - Lega - FI - NM)
| Collegio uninominale                       | Eletto | Eletto             | Partito |
| ------------------------------------------ | ------ | ------------------ | ------- |
| 01 - Palermo - Quartiere 11 - Settecannoli |        | Dolores Bevilacqua | M5S     |
| 02 - Marsala                               |        | Raoul Russo        | FdI     |
| 03 - Gela                                  |        | Stefania Craxi     | FI      |
| 04 - Catania                               |        | Nello Musumeci     | #DB     |
| 05 - Siracusa                              |        | Salvo Sallemi      | FdI     |
| 06 - Messina                               |        | Dafne Musolino     | ScN     |

1. ↑  In data 05.10.2023 aderisce al gruppo Azione - Italia Viva - Renew Europe, dal 09.11.2023 denominato Italia Viva - Il Centro - Renew Europe

##### Eletti proporzionale
| Collegio plurinominale | Movimento 5 Stelle                   | Fratelli d'Italia | Partito Democratico-IDP | Forza Italia          | Lega per Salvini Premier     | Azione - Italia Viva |
| ---------------------- | ------------------------------------ | ----------------- | ----------------------- | --------------------- | ---------------------------- | -------------------- |
| Collegio plurinominale |                                      |                   |                         |                       |                              |                      |
| 1. Sicilia - 01        | - Concetta Damante - Pietro Lorefice | - Carmela Bucalo  | - Annamaria Furlan      | - Gianfranco Miccichè | -                            | - Carlo Calenda      |
| 2. Sicilia - 02        | - Barbara Floridia                   | - Salvo Pogliese  | - Antonio Nicita        | -                     | - Antonino Salvatore Germanà | -                    |

1. ↑  In data 07.03.2025 aderisce al gruppo Italia Viva - Il Centro - Renew Europe.
2. ↑  Dimissionario in data 18.01.2023 (incompatibile in quanto deputato dell'Assemblea regionale siciliana); lo stesso giorno subentra Daniela Ternullo.